# Yam Madar
Yam Madar (in ebraico ים מדר‎?; Beit Dagan, 21 dicembre 2000) è un cestista israeliano.
Madar ha iniziato la sua carriera nel 2018 firmando per l'Hapoel Tel Aviv, squadra della Ligat ha'Al, il massimo campionato israeliano, debuttando a soli 17 anni e diventando così il più giovane giocatore in tutta la storia del club. Due anni dopo vince il premio come Most Improved Player del campionato, oltre alla medaglia d'oro del campionato europeo Under-20 del 2019, venendo anche inserito nel miglior quintetto del torneo.
Madar è stato scelto con la 47ª chiamata dai Boston Celtics al draft NBA del 2020.

## Carriera

### Club

#### Hapoel Tel Aviv (2018-2021)
Il 24 giugno 2018, Madar ha firmato un contratto quadriennale con l'Hapoel Tel Aviv. Il 21 settembre 2018, ha debuttato in una partita del turno di qualificazione della FIBA Champions League contro lo Spirou Charleroi, giocando 15 minuti entrando dalla panchina.
Il 3 luglio 2020, Madar ha fatto registrare 28 punti, record in carriera, tirando con 11 su 17 dal campo e 3 su 3 dalla lunetta, nella sconfitta per 106-105 contro il Maccabi Ashdod. Nella serie dei quarti di finale contro la capolista, Maccabi Tel Aviv, Madar è stato il capocannoniere della squadra con 17,3 punti tirando con il 45% dal campo e con l'89% dai liberi, oltre a delle medie di 5,3 assist, 3,0 rimbalzi e 2,0 palle rubate. Nonostante le sue prestazioni, il Maccabi ha vinto la serie per 2-1. Nell'unica vittoria dell'Hapoel della serie, Madar ha segnato 22 punti, chiudendo la partita con 8 su 16 dal campo e 5 su 5 dalla lunetta, oltre a 6 assist e 5 rimbalzi.
Il 26 luglio Madar è stato selezionato come miglior giocatore della Premier League israeliana di pallacanestro. Nella stessa stagione, Madar è stato il giocatore più giovane a vincere il premio della Premier League israeliana come Most Improved Player.
Nella stagione 2020-21 di Ligat ha'Al, Madar migliora le sue statistiche, chiudendo il torneo con 17,1 punti e 5,2 assist di media, oltre a tirare con il 40,9% da tre punti.

#### NBA
Madar è stato scelto con la 47ª chiamata del draft NBA del 2020 dai Boston Celtics, restando però all'Hapoel per tutta la stagione 2020-21. Madar ha giocato con la maglia dei Celtics la NBA Summer League del 2021, segnando 8 punti tirando 4 su 6 dal campo in 17 minuti di gioco nella sua partita d'esordio contro gli Atlanta Hawks.

#### Partizan (2021-2023)
Il 18 agosto 2021, Madar firma un contratto triennale con il Partizan Belgrado, squadra della Lega Adriatica. Nella stagione 2022-23, Madar esordisce per la prima volta in Euroleague, con il Partizan che arriva fino ai play-off, venendo però eliminato dal Real Madrid, chiudendo così il torneo con 5,8 punti e 1,6 assist di media a partita. Il Partizan chiude la stagione di Lega Adriatica vincendo il titolo, grazie alla vittoria per 3-2 in finale contro la Stella Rossa.

#### Fenerbahçe (2023-oggi)
Il 12 luglio 2023, il Fenerbahçe annuncia la firma di un contratto triennale (2+1) da parte di Madar, firma che viene però contestata dal Partizan in quanto il team serbo non ha accettato alcuna proposta di rescissione contrattuale.

## Nazionale

### Nazionali giovanili
A luglio 2018, Madar partecipa al campionato europeo Under-18 con la maglia di Israele, chiudendo il torno con 11, punti, 3,3 rimbalzi, 3 assist e 1,8 palle rubate di media a partita.
Nel luglio 2019, Madar vince il campionato europeo Under-20, guidando Israele alla vittoria grazie a 15,9 punti, 7,7 assist, 3,1 rimbalzi e 1,4 palle rubate di media a partita, oltre ad un Performance Index Rating medio di 19,6. Grazie ai suoi numeri, Madar viene inserito nel miglior quintetto della manifestazione insieme al suo compagno di squadra Deni Avdija.

### Nazionale maggiore
A febbraio 2019, Madar viene selezionato per vestire la maglia della nazionale maggiore israeliana nelle partite di qualificazione a FIBA Eurobasket 2022, continuando a vestire la maglia di Israele anche ad Eurobasket 2023 e nelle partite di qualificazione per il campionato mondiale del 2023.

## Statistiche

### Eurolega
| Anno      | Squadra    | PG | PT | MP   | TC%  | 3P%  | TL%  | RP  | AP  | PRP | SP  | PP  |
| --------- | ---------- | -- | -- | ---- | ---- | ---- | ---- | --- | --- | --- | --- | --- |
| 2022-2023 | Partizan   | 38 | 24 | 13,4 | 45,3 | 33,8 | 87,5 | 1,2 | 1,6 | 0,6 | 0,2 | 5,8 |
| 2023-2024 | Fenerbahçe | 30 | 4  | 13,5 | 45,8 | 32,5 | 82,9 | 1,2 | 2,0 | 0,6 | 0,1 | 4,3 |
| Carriera  | Carriera   | 68 | 28 | 13,5 | 45,4 | 33,3 | 85,3 | 1,2 | 1,8 | 0,6 | 0,1 | 5,1 |

## Palmarès

### Club
- Campionato turco: 1

Fenerbahçe: 2023-2024
- Coppa di Turchia: 1

Fenerbahçe: 2024
- Lega Adriatica: 1

Partizan Belgrado: 2022-2023
- Eurocup: 1

Hapoel Tel Aviv: 2024-2025

### Nazionale
- Europei Under-20: 1

Israele: 2019

### Individuale
- All-Israeli League Second Team: 1

Hapoel Tel Aviv: 2020-21
- Euroleague Rising Star Trophy: 1

Partizan: 2022-23